# Copăceni, Cluj
Copăceni (în trecut Copand; în maghiară Koppánd) este un sat în comuna Săndulești din județul Cluj, Transilvania, România.
Pe Harta Iosefină a Transilvaniei din 1769-1773 (Sectio 109), satul apare sub numele de Koppánd.

## Date geografice
Altitudinea medie: 384 m.

## Istoric
Următoarele obiective au fost înscrise pe Lista monumentelor istorice din județul Cluj, elaborată de Ministerul Culturii din România în anul 2015:
- Tumulii[3] preistorici din punctul “Dăbăgău”.
- Situl arheologic roman (inclusiv apeductul) din punctul “Copăceni vest”. Pe vremea romanilor din punctul extravilan numit Izvorul Romanilor s-a captat apă potabilă pentru castrul Potaissa, fapt atestat prin descoperirea tuburilor de conductă din lut ars, găsite în apropiere.
- Situl arheologic de la ieșirea din Copăceni către Cheile Turului.
- Situl arheologic din punctul “Ciurgău”.

În 1658 localitatea a fost complet distrusă la o invazie a turcilor și tătarilor. Ulterior, localitatea a fost repopulată cu români.
Apeductul care alimenta cu apă de la „Izvorul Romanilor“ castrul roman Potaissa (poate și așezarea civilă Potaissa) a fost identificat în grădinile de la marginea de vest a satului, unde s-au scos și multe cărămizi romane (utilizate în trecut de țărani la construirea cuptoarelor).
Școala de Economie Casnică a fost înființată inițial la Turda, în octombrie 1925, într-o clădire de lângă parc, unde a funcționat până în anul 1927, când a fost mutată la Copăceni, în conacul fostului latifundiar Emil Horváth, a cărui avere fusese  expropriată de statul român după Unirea din 1918. Școala avea la Copăceni ateliere, săli de clasă, dormitoare, instalație de apă potabilă, baie și spălătorie pentru eleve. În jurul fostului conac exista o grădină extinsă, cu o livadă de pomi și parcele pentru cultivarea legumelor. În anul 1949, școala a fost desființată, conacul și terenurile fiind preluate de către o unitate agricolă comunistă.

## Veche exploatare minieră
La punctul Dăbăgău a existat pe vremuri cel mai mare zăcământ de celestină (sulfat de stronțiu, SrSO4) din România. Acum, zăcământul e epuizat. Celestina a fost exploatată odinioară pentru scopuri industriale. Straturile de celestină erau intercalate între straturi mai groase de calcare jurasice. Cristalele de celestină s-au format ulterior, secundar, între aceste straturi calcaroase.

## Lăcașuri de cult
- Biserica de lemn din Copăceni, Cluj (demolată)
- Biserica Ortodoxă (1937)
- Biserica Penticostală (clădirea nr.479)

## Obiective turistice
- Cheile Turului
- "Izvorul Romanilor" (situat între Săndulești și Copăceni, coordonate: 46.592252 / 23.712100, respectiv 46°35.535‘ N / 23°42.726‘ E), de unde era captată apa potabilă transportată prin două apeducte spre "Castrul roman Potaissa" și spre așezarea romană civilă învecinată. Izvorul se găsește lângă drumul județean DJ 107L Turda-Petreștii de Jos, nu departe de carierele de calcar Săndulești. În apropiere se găsește fosta carieră romană de piatră de la punctul "Piatra Tăiată" (în maghiară Vágottkő) (monument istoric).
- "Izvorul lui Alexandru Macedon", situat între satele Petreștii de Jos, Tureni, Săndulești și Copăceni, la cca 500 m nord-vest de carierele de calcar Săndulești, lângă drumul județean DJ107L (coordonate: 46°36'03"N  23°41'19"E).
- Conacul Vitéz, înscris pe lista monumentelor istorice din județul Cluj (2015) (cod LMI CJ-II-m-B-07575).

## Personalități
- Aurel Murășan (1878 - 1944), deputat în Marea Adunare Națională de la Alba Iulia 1918
- Simion Balint (1810 - 1880), preot, revoluționar

## Galerie de imagini

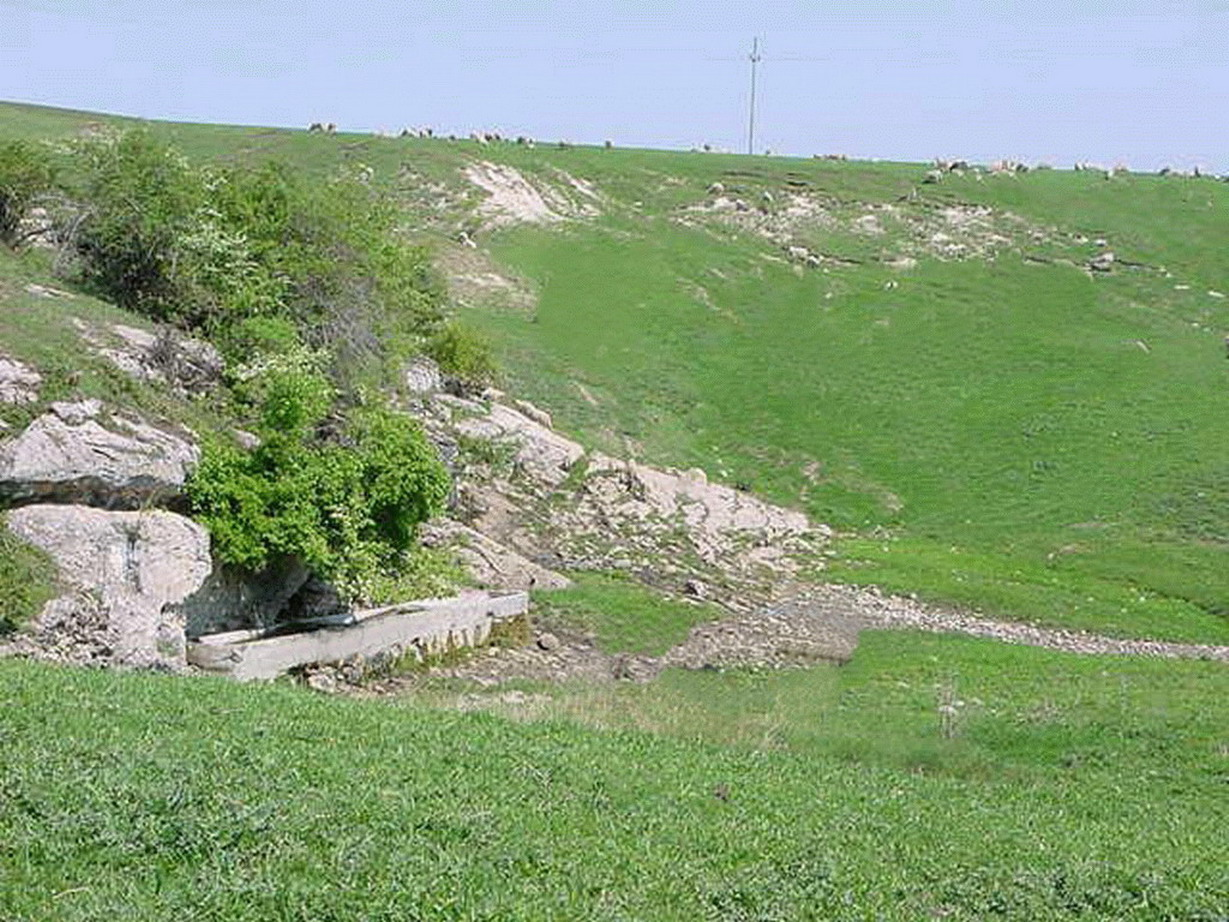
"Izvorul Romanilor"
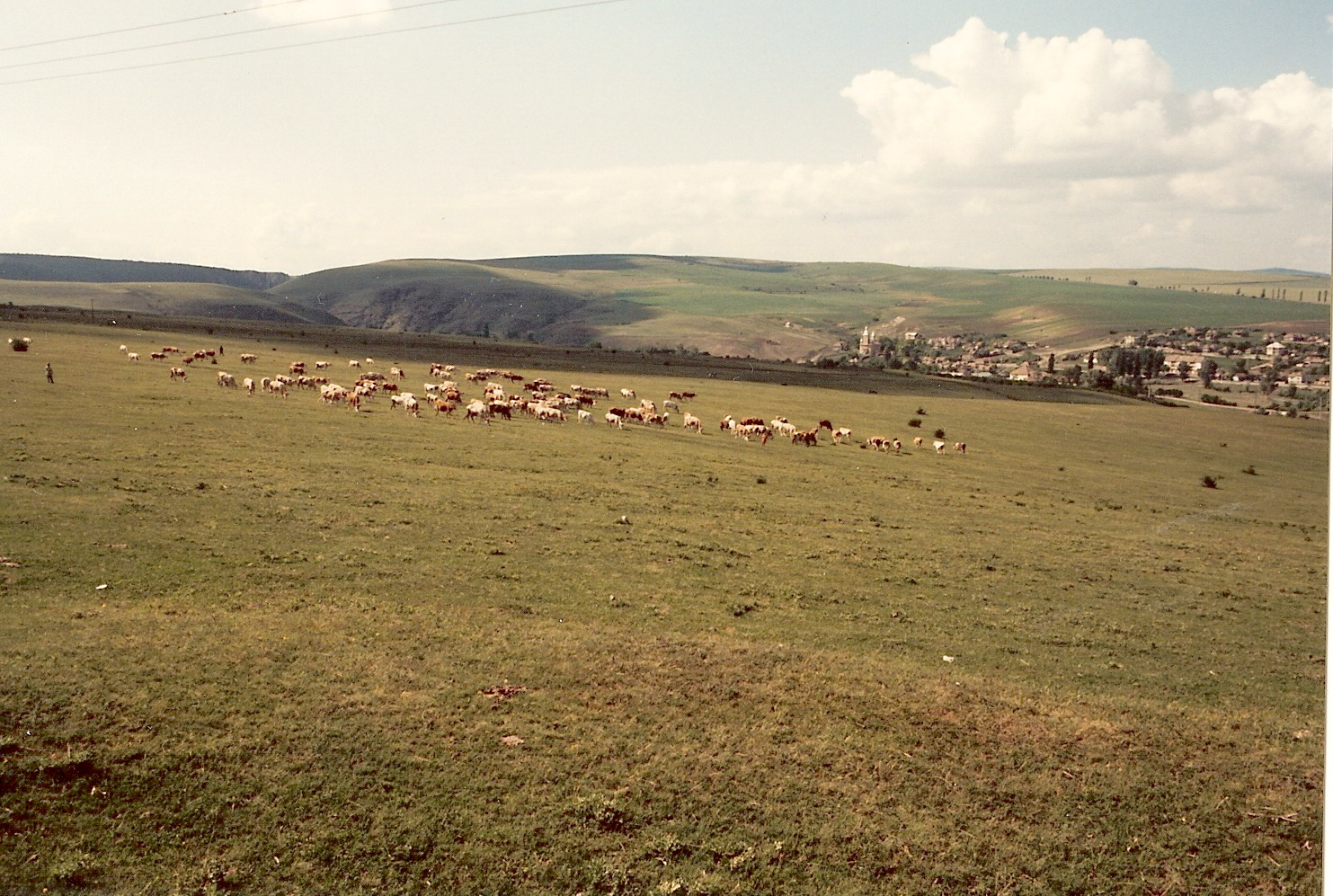
Vedere spre satul Copăceni şi Cheile Turului
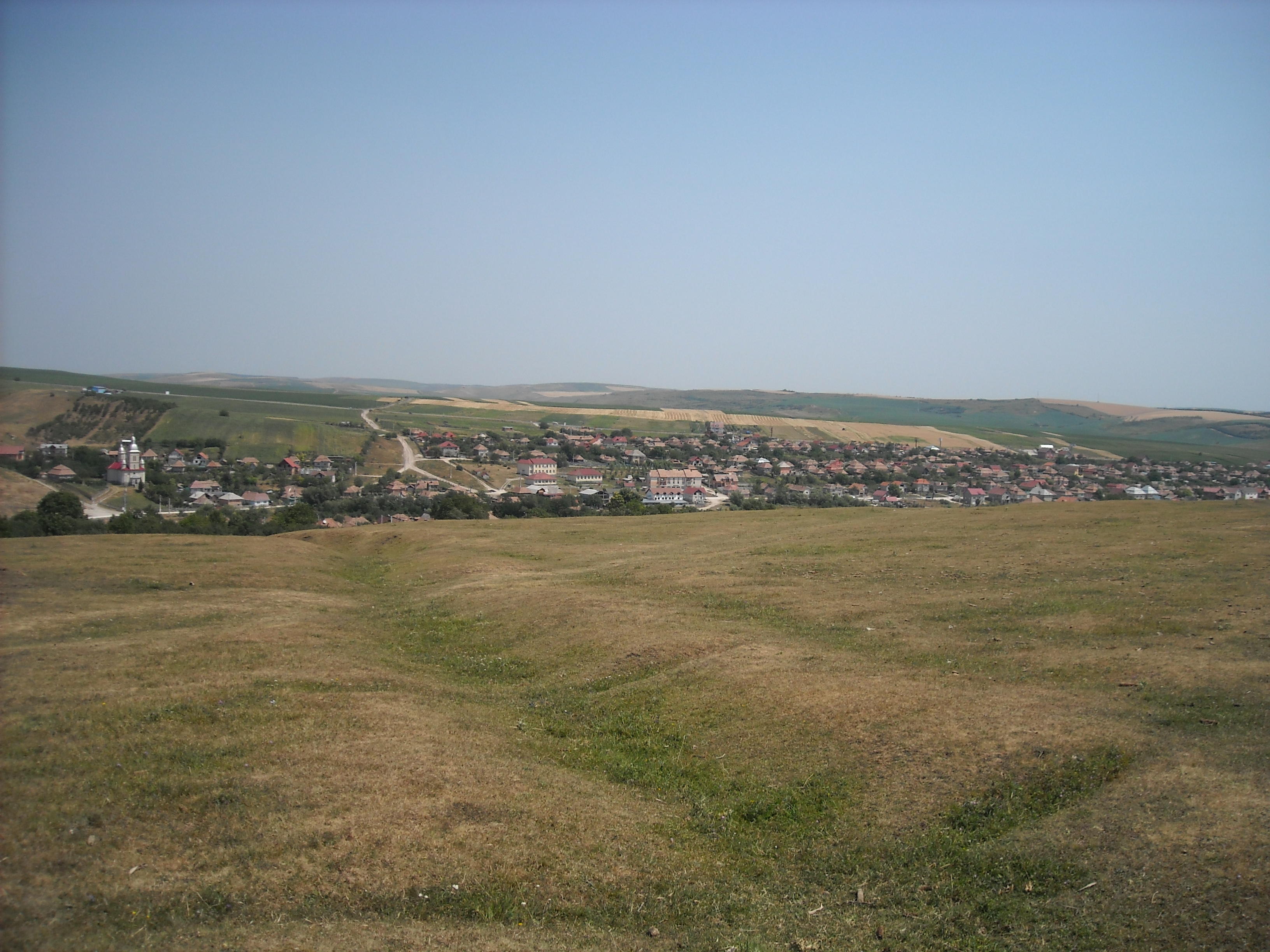
Vedere de ansamblu a satului
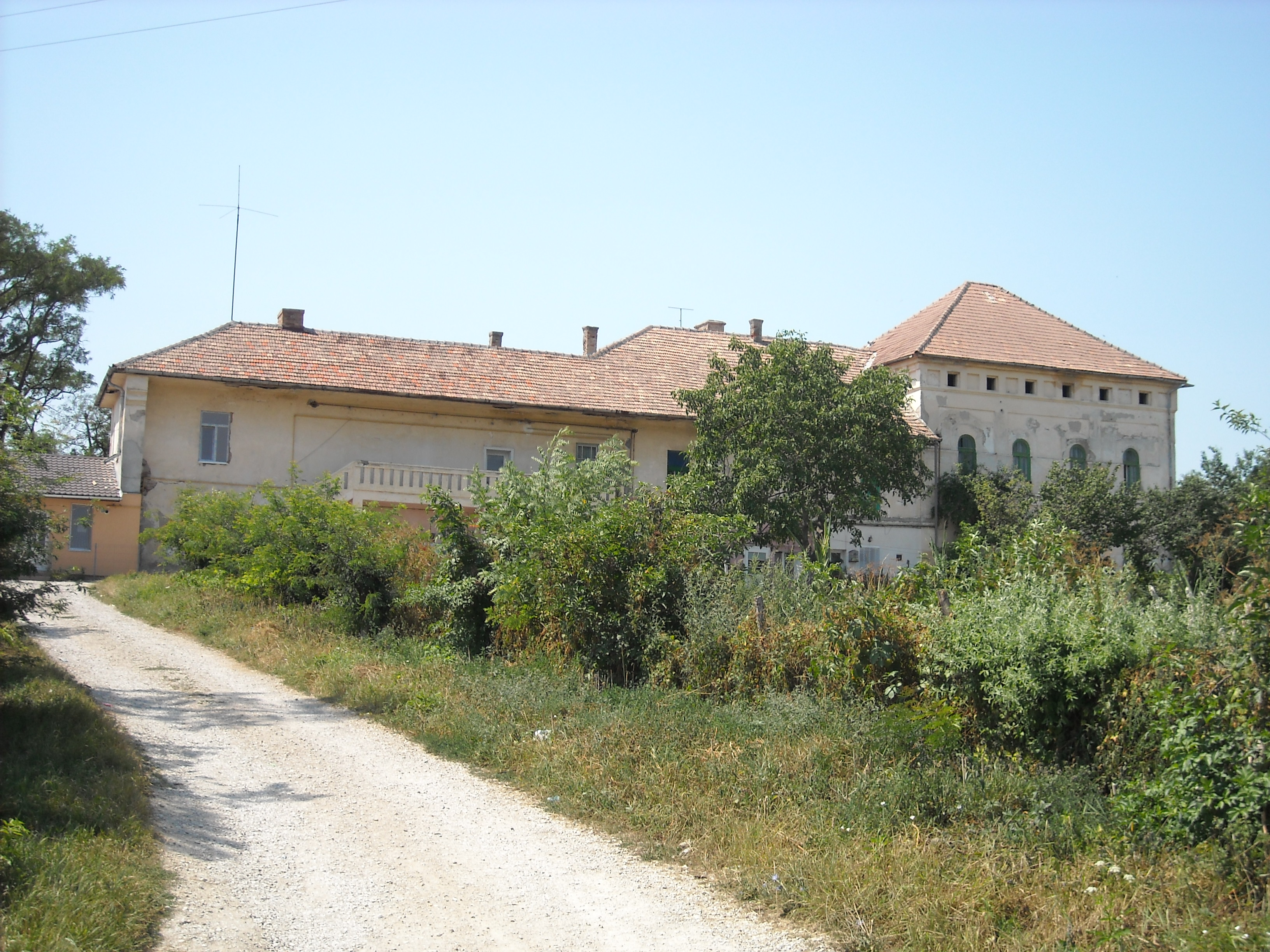
Vechiul conac Vitez din Copăceni